# Oklopništvo
Oklopništvo je rod vojske u kojem glavnu snagu čine borbena oklopna vozila. Sastavni je dio današnje kopnene vojske. Vojnu opremu u suvremenom oklopništvo čine tenkovi, lovci tenkova, borbena vozila pješaštva, oklopni transporteri i borbena oklopna vozila na kotačima.
Prve oklopne postrojbe se pojavljuju u Prvom svjetskom ratu, zajedno s prvim tenkovima i oklopnim transporterima. U početku su vojni teoretičari i generali na oklopne postrojbe gledali kao na zaseban rod vojske koji djeluje kao potpora pješaštvu. Nakon kraja Prvog svjetskog rata javljaju se prve ideje da oklopne postrojbe i pješaštvo trebaju djelovati zajedno, uz potporu zrakoplovstva i topništva. Prva primjena takvog združenog djelovanja je bila tijekom Drugog svjetskog rata, tijekom kojeg su njemačke snage koristile taktiku nazvanu Blitzkrieg (munjeviti rat) koja se pokazala veoma učinkovitom.
Oklopništvo je postalo nezamjenjivi rod vojske i u novije vrijeme se koristi u gotovo svakom oružanom sukobu.

## Vanjske poveznice
- Oklopništvo Hrvatska enciklopedija
- Oklopna vozila Hrvatska tehnička enciklopedija, portal hrvatske tehničke baštine. LZMK

- Hrvatski vojnik, članak "Oklopne snage na urbanom bojištu"  Arhivirana inačica izvorne stranice od 3. listopada 2013. (Wayback Machine)